# 业州 (唐朝)
业州，中国唐朝时设置的州。
武周长安四年（704年），分沅州二县置舞州，开元十三年（725年）改舞州为鹤州，二十年（732年）改为业州。天宝元年，改业州为龙溪郡，乾元元年（758年），又改龙溪郡为业州。天宝元年1672户，7284口。领三县：峨山县（开元二十年改夜郎县为峨山县，今湖南省新晃侗族自治县）、渭溪县（今贵州省玉屏县新店镇，天授二年分夜郎县置）、梓姜县（今贵州省施秉县，旧于梓姜县置充州，天宝三年废，以梓姜县属业州，充州为羁縻）。唐代宗大曆五年（770年），改为奖州。